# Silas Fernandes
Silas Fernandes (São Bernardo do Campo, 14 de junho de 1967) é um guitarrista, compositor e produtor musical brasileiro, além de ex-professor de guitarra no IG&T (Instituto de Guitarra e Tecnologia).
 Também foi integrante da banda de rock cristão Katsbarnea.

## Biografia
Silas iniciou a sua trajetória ainda na adolescência, tocando em bandas de metal pesado da lendária cena "metálica" do ABC paulista. Participou da banda Esfinge, com Andreas Kisser – que anos mais tarde iria integrar o Sepultura. O guitarrista ainda contribuiu com os grupos Smoking Guns, de hard rock; Katsbarnea, de rock cristão; e, mais recentemente, com a banda S.T.A.B..
Nos últimos quatorze anos, trabalhou muito em composições instrumentais, lançado 4 discos.
Em 2010 lança seu primeiro DVD ao vivo live for real  gravado na turnê do mesmo ano do disco 14 years.
O DVD conta com as participações de Felipe Andreoli (Angra) no baixo e o baterista Edu Garcia.
Entre 2011 á 2013 Silas esteve viajando pelo Brasil e pelo resto do globo em turnês de clínicas e workshops colaborando com a marca de pedais a qual é patrocinado, a Asiática Cherub que fabrica os pedais Nu-X.
Nestes 3 anos de intensa atividade brindou alemães, americanos e chineses com seu estilo e conhecimento técnico. Esteve presente nas feiras Musikmesse, Namm Show 2012, 2013 e 2014, e, em 2013, na Music China em Shanghai.
Agora com o sucesso do programa no youtube Setup on Fire onde faz demonstrações e comentários técnicos sobre equipamentos, instrumentos e até comportamento, Silas avança para um outro nível de popularidade e lança seu próprio programa no seu canal do Youtube SilasCF chamado Rig on Fire toda segunda à noite entra um novo episódio no ar.
Silas é endorsee da EMG e atualmente mora nos EUA, onde, uma vez por mês, lança programas em inglês voltados para o público americano.

## Discografia

### Solo
- 1995 - Silas Fernandes
- 1999 - No Apologies
- 2003 - Hot Rod Monsters Songs
- 2009 - 14 Years
- 2010 - Live For Real
- 2014 - Must Be The Wrong Year
- 2018 - Improve

### Como convidado
- 2001 - Prece ao Senhor da Seara
- 2002 - Rock n' Roll Christmas
- 2002 - Um Canto Especial
- 2004 - Muitos Caminhos
- 2004 - G.U.I.T.A.R.